# Pet barbarov
Pet barbarov ali vu Hu (kitajsko: 五胡; pinjin: Wǔ Hú) je kitajski zgodovinski eksonim za pet starodavnih nehanskih ljudstev Hu, ki so se v dinastiji Vzhodni Han priselila na severno Kitajsko, strmoglavila dinastijo Zahodni Džin in v 4. in 5. stoletju ustanovila svoja kraljestva. Ljudstva, šteta za pet barbarov so bila:
- Šiungnuji
- Šjanbeji
- Džjeji
- Čjangi in
- Diji.

Šiungnuji in Šanbeji sta bili nomadski ljudstvi iz severnih step. Etnična identiteta Šiungnujev je negotova. Za Šjanbeje se domneva, da so bili Mongoli. Džjeji, tudi pastirsko ljudstvo, so bili morda veja morda bila veja Šiungnujev, ki so bili morda Jenisejci ali Iranci. Diji in Šjangi so bili iz visokogorja zahodne Kitajske. Čjangi so bili pretežno pastirji in govorili kitajsko-tibetanski (tibeto-burmanski) jezik, medtem ko so bili Diji kmetje, ki so morda govorili kitajsko-tibetanski ali turški jezik.

## Definicija
Izraz "pet barbarov" (Hujev) je bil prvič uporabljen v Pomladanih in jesenskih letopisih šestnajstih kraljestev (501–522), v katerih je zajeta pozna zgodovina dinastije Kasnejši Džin in šestnajstih kraljestev, v kateri so upori in vojne ne-Hanov opustošile severno Kitajsko. Izraz Hu se je v starejših besedilih nanašal na Šiungnuje, potem pa je postal skupno ime za vse etnične manjšine, ki so se naselile v severni Kitajski in prijele za orožje med vstajo petih barbarov. Izraz se je nanašal predvsem na Šiungnuje, Šjanbeje, Dije, Čjange in Džije. 
Ko so zgodovinarji ugotovili, da je bilo v vojnah udeleženih več kot pet nomadskih plemen, je izraz "pet barbarov" postal skupno ime vseh nomadskih ljudstev, ki so živela v severnih delih nekdanjih kitajskih imperijev. 
Bili so mešanica zelo različnih plemen – proto-mongolskih, turških, tibetanskih in jenisejskih.  Nekateri avtorji jih delijo na dve turški plemeni, eno tunguško in dve tibetanski plemeni, drugi pa na tibetanska in altajska plemena (protomongolsko in zgodnja turška).

## Južni Šiungnuji
Šiungnuji so bili ljudstvo, ki se je selilo na Kitajsko in iz nje, zlasti v času nemirov, očitno vsaj od dinastije Čin. Njihov poglavar Huhanje (58–31 pr. n. št.) je leta 53 pr. n. št. sklenil sporazum (hečin), s kitajsko dinastijo Han, s katerim se je z njim poročila najstarejša hčerka kitajskega cesarja. 
Leta 48 n. št. je po dinastičnem sporu znotraj konfederacije Šiungnu neimenovani šanju (ali čanju, poglavar, dobesedno sin večnega neba) v skladu s prenovljeno sporazumom hečin pripeljal na Kitajsko osem plemen zahodnih Šiungnujev, ki so bila kitajski vazali, tako kot južni Šiungnuji, in hkrati ohranila neodvisnost, tako kot severni Šiungnuji. 
Ko so severni Šiungnuji zaradi notranjih in zunanjih konfliktov propadli, so južni Šiungnuji şprejeli valove emigrantov. Do konca 1. stoletja n. št. je večina Šiungnuev prebivala v ožji Kitajski in ob njenih severnih mejah. 
V 190. letih n. št. so se južni Šiungnuji uprli poskusom kitajskega dvora, da jim proti njihovi volji vsili svojega marionetnega vladarja: 
"Dong Šjan, ki se je hvalil s svojimi zmagami, se je odpovedal pravilom, ki so ohranjala mir. Bil je nepošten in pohlepen in si je prilastil pravico do ustrahovanja in pomilostitev, znova postavil šanjuja severnih Hujev, ga vrnil na prejšnji položaj, in začel favorizirati oba šanjuja in tako za lastno blaginjo prekršil načela pravičnosti in zasejal seme velikega zla."
Južni Šuingnuji so nato leta 188 izvolili  šanjuja iz vrst Šubujev, cesarjev šanju pa je pobegnil nazaj na kitajski dvor. Po smrti novega šanjuja leta 196 se je večina južnih Šiungnujev pridružila severnim in na Kitajskem je ostalo samo pet barbarskih plemen.
Vojna osmih princev v obdobju dinastije Džin (266–420) je po letu 304 sprožila obsežno vstajo južnih Šiungnujev in plenjenje kitajskih prestolnic Luojang (311) in Čangan. Šuingnuji iz kraljestva Han-Džao so po propadu dinastije Džin leta 317 ujeli in usmrtili zadnja dva cesarja Džina. Med pustošenjem Šiungnujev in ostankov Džina na severu so številni Kitajci pobegnili na ozemlje južno od Jangceja. Fu Džjan (337–385) je začasno združil sever, po bitki pri reki Fej pa je bil njegov dosežek uničen. Severno Kitajsko je ponovno združila dinastija Severni Vej leta 439 in začel obdobje severnih dinastij.

## Pet barbarov po padcu severnih Šiungnujev
V 1. stoletju n. št. je dinastija Vzhodni Han z vojsko pokorila severne Šiungnuje. Horde pastirjev in južnih Šiungnujev, ki so jih prvotno podjarmili severni Šiungnuji, so začeli trgovati, ne da bi morale plačevati visoke davke. Trgovalo se je predvsem s konji, kmečkimi orodji, kot sta brana in plug, in oblačili, med katerimi so bila najbolj priljubljena svilena. V zameno so ti pastirji pomagali braniti dinastijo Han pred preostalimi Šiungnuji. Z razvojem trgovanja so se zaradi krajšanja trgovskih poti začeli seliti iz step Mongolije in Manžurije proti Kitajski. 
Nekatere skupine pastirjev, ki niso bili Šiungnuji, so se celo trajno naselile znotraj kitajskih meja. Med prvimi so bili so bili Vuhuani, ki so se med vladavino Džjangvuja (25–56) naselili v današnjo provinco Liaoning. Razlog za preselitev ni bilo trgovanje. 
Povezave med kitajskimi dinastijami in nomadi na severu so temeljile na vzajemnih gospodarskih in vojaških koristih. Ker so bili severni Šiungnuji gospodarji mongolskih step in smrtni sovražniki dinastije Han in dovolj močni, da so na severu ohranjali stabilno stanje, je dinastija Vzhodni Han uživala najuspešnejše obdobje svojega skoraj 200-letnega obstoja. Manjše skupine severnih Šiungnujev so se celo preselile na Kitajsko v nižino Šihe zahodno od Rumene reke in južno od puščave Ordos. 
Slika se je drastično spremenila v poznejših letih vladavine cesarja Heja, sina cesarja Džanga. Dov Šjan, svak cesarja Džanga, je v nizu pohodov v letih 89–105 popolnoma porazil severne Šiungnuje. Njihovi ostanki, ki so ušli uničenju, so priznali poraz in se začeli seliti iz mongolskih step in za vselej izginili kot posebna skupina pastirjev. Drugi so se z medsebojnimi porokami asimilirali v druga plemena. 
Za njimi je v mongolskih stepah nastal vakuum moči. Glavni tekmeci za izpraznjeni prostor so bili južni Šiungnuji, ki so po naselitvi v regijo južno od step zrasli v skupino z več kot sto tisoč pastirjev. Proti jugu so se začeli seliti tudi Dinglingi, ki so prvotno živeli na bregovih Bajkalskega jezera. 
Namesto trgovanja z dobrinami, orodjem in luksuznim blagom so te štiri močne skupine pastirjev, čeprav še vedno zavezniki dinastije Han, pogosto sodelovale pri plenjenju območij ob severni kitajski meji. Dinastija Han, ki jih z vojsko ni mogla izbrisati, je pogosto poskušala z diplomacijo in podkupovanjem iz zavezništva izločiti eno ali več plemen. 
Po drugi strani je dinastija sama nenehno propadala, saj so se klani cesarskih soprog in evnuhov nenehno borili za oblast. Premožni trgovci in aristokrati so od kmetov pridobivali njihovo zemljo in jih pretvorili v najemnike. Namesto da bi plačevali davke vladi, so najemniki denar porabili za plačevanje najemnin. Zarado bohotenja birokracije in korupcije so prihodki od davkov dramatično upadli. Velike posestniške družine so izkoristile šibkost centralne vlade tudi za ustanovitev lastne vojske. Guvernerji provinc so vedno pogosteje postajali njihovi neodvisni vladarji. Rekrutiranje vojakov in pobiranje davkov so lahko regionalnih guvernerji izvajali po lastni presoji, kar je prispevalo k neenotnosti, ki je privedla do neizogibnega razpada Kitajske na tri kraljestva. 
Dinastija Han se je morala tudi stalno spopadati s Čjangi in Diji na zahodni meji. S propadanjem dinastije Han so začeli Čjangi, predniki sedanjih Tibetancev, organizirati velike pohode proti Hanom. Dinastijo Han so prisilili, da je morala na zahod poslati veliko svojih vojakov. Invazije Čjangov niso bile nikoli uspešne, vendar so izčrpavali državno zakladnico. Bolj kot je dvor Hana slabel zaradi domačih težav, bolj je rasel pohlep pastirjev po njegovem bogastvu.

## Tanšihuajeva šjanbejska plemenska zveza
Težavni odnosi med hanskim dvorom in različnimi skupinami nomadov so trajali od začetka 2. stoletja do zgodnjih 160. let in pojave Tanšihuaja, nezakonskega sina nižjega častnika šjanbejskih plačancev, napotenih proti južnim Šiungnujem. Tanšihuaju je kljub nizkemu družbenemu položaju uspelo združiti vsa šjanbejska plemena v plemensko zvezo proti dvoru dinastije Han. 
Šjanbejska plemena pod vodstvom plemenskih poglavarjev, so bila združeni v tri manjše plemenske zveze: zahodno, osrednjo in vzhodno. Najpomembnejši so bili poglavarji Murongov, Huitov in Tuijinov (Tuobov). 
Plemenska zveza je imela ohlapno centralno vlado. Vsa plemena so si morala deliti ves dobiček od trgovanja in vojaške dolžnosti in imeti enotno stališče do hanskega dvora. Ujetniki so bili prisiljeni delati za svoje preživetje. Tanšihuajeva plemenska zveza je bila tesno povezana in imela občasno pomoč Vuhuanov, Dinglingov, Čjangov in Dijev in drugih stepskih ljudstev na ozemlju od današnje province Džilin do osrednjega Šindžjanga. 
Nelagodje na hanskem dvoru zaradi razvoja nove sile v severnih stepah je končno sprožilo kampanjo, ki naj bi enkrat za vselej uničila plemensko zvezo. Leta 177 je zvezo napadlo 30.000 hanskih konjenikov pod poveljstvom Šja Ju Juja, Tjan Jana in Dzang Mina, poslanih proti Vuhuanom, Čjangom in južnim Šiungnujem. Vsak general je poveljeval 10.000 konjenikom. Prodirali so po različnih poteh in ciljali vsak na svojo od treh podzvez. Pohod se je sprevrgel v katastrofo. Ubitih je bilo osemdeset odstotkov napadalcev, vsi trije generali pa so bili po vrnitvi razrešeni s svojih položajev. 
Tanšihuajevi nasledniki – njegovi sinovi in nečaki, po njegovi smrti leta 181  niso nikoli zaslužili spoštovanja poglavarjev treh podzvez. Bili so tudi manj ambiciozni in so se nenehno bojevali med seboj za položaj vse bolj nemočnega vladarja plemenske zveze. Razen tega so se začela plemena zaradi boljše paše seliti iz severnih step, predvsem proti jugozahodu in jugovzhodu. Šibkost hanskega dvora je plemena spodbudila tudi k selitvi globoko na kitajsko ozemlje. Meja dinastije Han se je s tem pomaknila proti jugu in vzhodu. V začetku 3. stoletja je bila plemenska zveza praktično razpuščena. Oblast v stepah je ponovno prevzela dinastija Han brez večjih vmešavanj zunanjih nomadskih plemen. 

## Priseljevanje barbarov v času treh kraljestev
Ko je dinastija Vzhodni Han počasi razpadla v obdobje vojskovodij, so se po bitkah za prevlado sčasoma ustanovila tri kraljestva. Vojne so povzročile hudo pomanjkanje delovne sile, ki se je reševalo s priseljevanjem tujcev. Dvor Veja, ki je v tistem času obvladoval severno Kitajsko, je omogočil šibkejšim plemenom, da so se naselila na izpraznjenih ozemljih. V 220. letih je prišlo do več obsežnih prisilnih preselitev Dijev v jugozahodni Šaanši in severni Sečuan. Preseljevanja so očitno potekala brez večjega odpora. 
V prvih letih treh kraljestev je bilo le nekaj mejnih spopadov, ker so se vsa tri posvečala obnovi države. V Zahodnem Džinu se je začelo obdobje blaginje, ker so priseljenci začeli kmetovati in prispevali k oživitvi gospodarstva. Plemena z ozemelj izven kraljestva so pogosto služila kot plačanci v vojnah proti manjšim uporniškim poglavarjem. Birokracija Džina je ob vsem tem pozabila, da so nekdanji nomadi zdaj živeli precej južno od Velikega zidu in bližje glavnemu mestu Kitajske Luojangu kot kdaj koli prej in bi bilo njihove upore mnogo teže zatreti. 

## Dinastija Džin in upor petih barbarov
Po združitvi Kitajske pod cesarjem Vujem iz dinastije Džin leta 280 se je začelo obdobje relativne blaginje. Tako imenovani barbari znotraj in okoli Kitajske so redno plačevali davke dvoru Džina. Trgovali so s konji, poljskimi pridelki in svilo in se vojskovali kot najemniki. 
Nekateri uradniki so predvideli krizo. Razprava o bogu denarja (Qián Shén Lùn) in Razprava o preselitvi plemen (Tú Róng Lùn) sta obsodili dekadenco aristokracije in opozorili na upor etničnih manjšin na severu Kitajske. Razprava o preselitvi plemen je natančno opisala regije, kjer so prebivale etnične manjšine. Konjeniki južni Šingnujev iz sedanjega Šanšija bi lahko prišli v Džinjang v pol dneva jahanja in v glavno mesto Luojang v samo nekaj dneh. 
Pristop cesarja Džina Huija na prestol leta 290 je pomenil začetek razpada dinastije Džin. Cesar je bil moten v razvoju in zato marioneta močnih strank, ki so želele nadzorovati dvor Džina. Med uporom osmih princev so vse strani poskušale izbrisati svoje nasprotnike z umori, množičnimi usmrtitvami ali bitkami. Vsak naslednji boj je bil bolj nasilen in bolj krvav kot prejšnji. V bitkah so pogosto sodelovali tudi plačanci iz tujih plemen. Poglavarji teh plemen so jasno razumeli sebičnost plemstva in njihov boj za oblast in bogastvo. Vojne, lakota, epidemije, poplave in ponekod celo kanibalizem, so le nekaj let po nastopu cesarja Huija pustile vidne posledice in ustvarile pogoje za vsesplošne vstaje. 
Upor Či Vannijana, poglavarja Dijev v obmejni regiji v današnjih provincah Šanši in Sečuan, je bil prvi v nizu uporov. Uporniki so bili večinoma iz plemen Di in Čjang in šteli okoli 50.0000 mož. Njihov upor je bil po šestih letih uničujočih bitk zatrt, valovi beguncev in ostankov upornikov pa so zatem pustošili na sosednjih ozemljih. Prvo od šestnajstih kraljestev, ki so nastala po pripadi dinastije Džin, je ustanovila skupina beguncev Dijev, ki so pribežali v Sečuan.